# (7651) Villeneuve
(7651) Villeneuve (1990 VD6) – planetoida z grupy pasa głównego asteroid okrążająca Słońce w ciągu 4,64 lat w średniej odległości 2,78 j.a. Odkryta 15 listopada 1990 roku.